# Walter Nash
Walter Nash (Kidderminster, 12 febbraio 1882 – Wellington, 4 giugno 1968) è stato un politico neozelandese.

## Biografia
Nato in Gran Bretagna, emigrò in Nuova Zelanda nel 1909. Esponente del partito laburista, lanciò il programma Welfare State del suo paese.
Fu ministro delle Finanze e nel 1940, allo scoppio della seconda guerra mondiale, divenne premier delegato. Due anni dopo venne nominato ministro neozelandese presso gli Stati Uniti e membro del consiglio di guerra del Pacifico, continuando a mantenere la sua posizione di ministro delle Finanze. Nel 1944 guidò una delegazione alla conferenza monetaria internazionale.